# Оладойе, Адевале
Адевале Оладойе (англ. Adewale Oladoye; род. 25 августа 2001, Лагос, Лагос) — нигерийский футболист, полузащитник брестского «Динамо».

## Карьера

### «Гент»
В марте 2021 года футболист из нигерийского клуба перешёл в бельгийский «Гент», где стал выступать за молодёжную команду. За основную команду клуба дебютировал 19 мая 2021 года в матче против льежского «Стандарда», выйдя на замену на 92 минуте. Летом 2021 года готовился к новому сезону с основной командой клуба. Первый матч сыграл 1 августа 2021 года против клуба «Беерсхот», выйдя на замену на 82 минуте. Затем в августе 2021 года вместе с клубом отправился на квалификационные матчи Лиги конференций УЕФА. Первый матч в рамках еврокубкового турнира сыграл 5 августа 2021 года против латвийского клуба РФС, выйдя на поле в стартовом составе и отличившись дебютным забитым голом. По итогу квалификаций вместе с клубом вышел в основной этап Лиги конференций УЕФА. Свой первый матч на групповом этапе Лиги конференций УЕФА сыграл 16 сентября 2021 года против эстонского клуба «Флора». Однако вскоре выбыл из распоряжения основной команды клуба. Вместе с клубом стал обладателем Кубка Бельгии, однако в самом финале участие не принимал. 

### «Тренчин»
В июле 2022 года перешёл в словацкий клуб «Тренчин». Дебютировал за клуб 16 июля 2022 года в матче против клуба «Жилина», выйдя на замену на 78 минуте. Дебютными забитыми голами за клуб отличился 24 августа 2022 года в матче Кубка Словакии против глоговецкого клуба «Слован», оформив дубль. Первую половину сезона провёл преимущественно на скамейке запасных, закрепившись в основной команде клуба лишь с февраля 2023 года, став регулярно получать игровую практику, всего же за клуб отличившись 2 забитыми голами. По итогу основного этапа чемпионата вместе с клубом остановился на десятом месте в турнирной таблице, отправившись выступать в группе на выбывание, где по итогу заняли четвёртое место, сохранив прописку в сильнейшем дивизионе.

### РФС
В июле 2023 года перешёл в латвийский клуб РФС, с которым подписал контракт до 2026 года. Свой дебютным матч сыграл за вторую команду клуба 5 августа 2023 года против клуба «Салдус», выйдя на поле в стартовом составе и отличившись также дебютным забитым голом. Дебютный матч за основную команду сыграл 13 августа 2023 года против клуба «Супер Нова», выйдя на поле в стартовом составе. Вместе с клубом стал серебряным призёром Кубка Латвии, где в финале 25 октября 2023 года уступили «Риге» в серии пенальти, однако сам остался на скамейке запасных. По итогу сезона вместе с клубом стал победителем чемпионата. На протяжении сезона так и не смог закрепиться в основной команде клуба, оставаясь преимущественно на скамейке запасных, результативными действиями не отличившись. В ноябре 2023 года покинул клуб, расторгнув контракт.

### «Динамо-Брест»
В марте 2024 года стал игроком брестского «Динамо», подписав контракт до конца сезона с опцией продления. Дебютировал за клуб 15 марта 2024 года в матче против «Ислочи», выйдя на замену на 79 минуте. Однако затем выбыл из распоряжения клуба до мая 2024 года в связи с рецидивом травмы. Дебютным забитым голом за клуб отличился 17 мая 2024 года в матче против «Слуцка». Конечный отрезок сезона также пропустил из-за травмы. По итогу дебютного сезона вместе с клубом завершил чемпионат на итоговом четвёртом месте в турнирной таблице. На протяжении сезона выступал за брестский клуб в роли одного из основных игроков, отличившись забитым голом и 3 голевыми передачами.
В начале 2025 года была активирована опция продления контракт с футболистом. Сам футболист продолжал восстанавливаться от травмы. Первый матч в сезоне сыграл 30 марта 2025 года против новополоцкого «Нафтана», выйдя на замену на 73 минуте. В июне 2025 года сообщалось, что брестский клуб не прочь расстаться с игроком. Первым результативным действием в сезоне отличился 4 июля 2025 года в матче против «Слуцка-2024», отдав голевую передачу. В июле 2024 года вместе с клубом отправился на квалификационные матчи Лиги конференций УЕФА, где по сумме встреч уступили черногорской «Сутьеске».

## Достижения
«Гент»
- Обладатель Кубка Бельгии: 2021/22

РФС
- Чемпион Латвии: 2023